# Willem Ceulen
Wilhelmus Ceulen (Rotterdam, circa 15 maart 1775 – Amsterdam, 17 december 1823) was een Nederlands violist en dirigent. 

## Muziek
Zijn muziekopleiding kreeg hij van muziekonderwijzer Steeger sr., dirigent in Rotterdam. Hij was eerst violist te Rotterdam en raakte bevriend met Andries Snoek van de "Nederduitsche Tooneellisten". Samen met Snoek trok hij naar Amsterdam, waar hij in 1805 tweede violist en dirigent was. Hij speelde bij de orkesten van zowel de Duitse als Franse opera in de stad, dus ook in de Stadsschouwburg. Hij speelde ook in de Italiaanse opera en was violist in de kapel van koning Lodewijk Napoleon Bonaparte. Hij zou een goed kamermusicus zijn geweest. hij trad op in het gehele land en Vlaanderen als de Stadsschouwburg in de zomer sloot.

## Familie
Hij was zoon van de zadelmaker Johannes Stephanus Ceulen en Josina Johanna Venroij. Aan Willem Ceulen zijn gelieerd:
- Levenspartner Maria Felicité Mignot (Parijs, 1777 – Wageningen, 8 juli 1843) was danseres bij de Stadsschouwburg. Zij kreeg haar opleiding in Parijs, trad daar ook op, vervolgens trok zij naar Amsterdam en werd aangenomen bij de Stadsschouwburg. Ze trok na de dood van Willem naar Gelderland; ze stierf in Wageningen lijdend aan dementie, vermoedelijk wist ze daarbij haar eigen naam niet meer; de overlijdensakte vermeldt Maria Meo, weduwe van Guillaume Keulen.
- zoon Willem Remi Ceulen, gevierd muzikant in Zeeland
- zoon Johannes Baptist Abraham Ceulen (Amsterdam, 1809-kolonie Ommerschans, 20 september 1841) was cellist, vervulde wel zijn dienstplicht, maar reisde het gehele land door. Hij raakte aan lager wal en stierf in de kolonie voor minderbedeelden te Ommerschans.